# Colección Museográfica de Yátova
La Colección Museográfica de Yátova fue inaugurada en 2018 fruto de la iniciativa del Ayuntamiento de Yátova y a los donantes de diversas personas como Vicente Martínez Hernández, Vicente Cervera González, Pepa Gimeno Domingo, Vicente Roser Navarro, José Ricarte Jabaloyas o Miguel E. Tórtola Herrero.

## Historia
El inicio de esta colección museográfica está en el interés que mostró el Ayuntamiento de Yátova para impulsar su patrimonio histórico. 
En el año 2017 llevó a cabo las primeras gestiones, realizando reuniones con la Directora del departamento de Prehistoria, Arqueología e Historia Antigua de la Universitat de València, Consuelo Mata;  el arqueólogo municipal, Sergi Martínez, David Quixal, director de las excavaciones del Pico de los Ajos, la concejala de Cultura, Pepa Gimeno, y el alcalde Miguel Tórtola.
Para poder seguir adelante se confeccionó un muestrario histórico y etnológico que comprendía, entre otras cosas, los restos prehistóricos localizados en Yátova, entre los que se encuentran algunos hallazgos del Poblado Ibérico del Pico de los Ajos, considerados entre los más importantes del arco mediterráneo. En este proyecto estaban también involucrados los museos valencianos de Prehistoria y Etnología.
El reconocimiento oficial de la colección se establece en la Resolución de 10 de enero de 2019 de la Consejería de Educación, Investigación, Cultura y Deporte, y su posterior publicación en el Diario Oficial de la Generalidad Valenciana (DOGV).
Forma parte de la Red de Museos Etnológicos Locales de la Diputación de Valencia, coordinada por el ETNO.

## Descripción
La colección Museográfica está ubicada en el interior de un antiguo lavadero público, declarado Bien Inmaterial de Etnología según consta en el catálogo de patrimonio de la Generalidad Valenciana.
La exposición permanente de la Colección Museográfica de Yátova tiene dos ámbitos temáticos diferenciados:

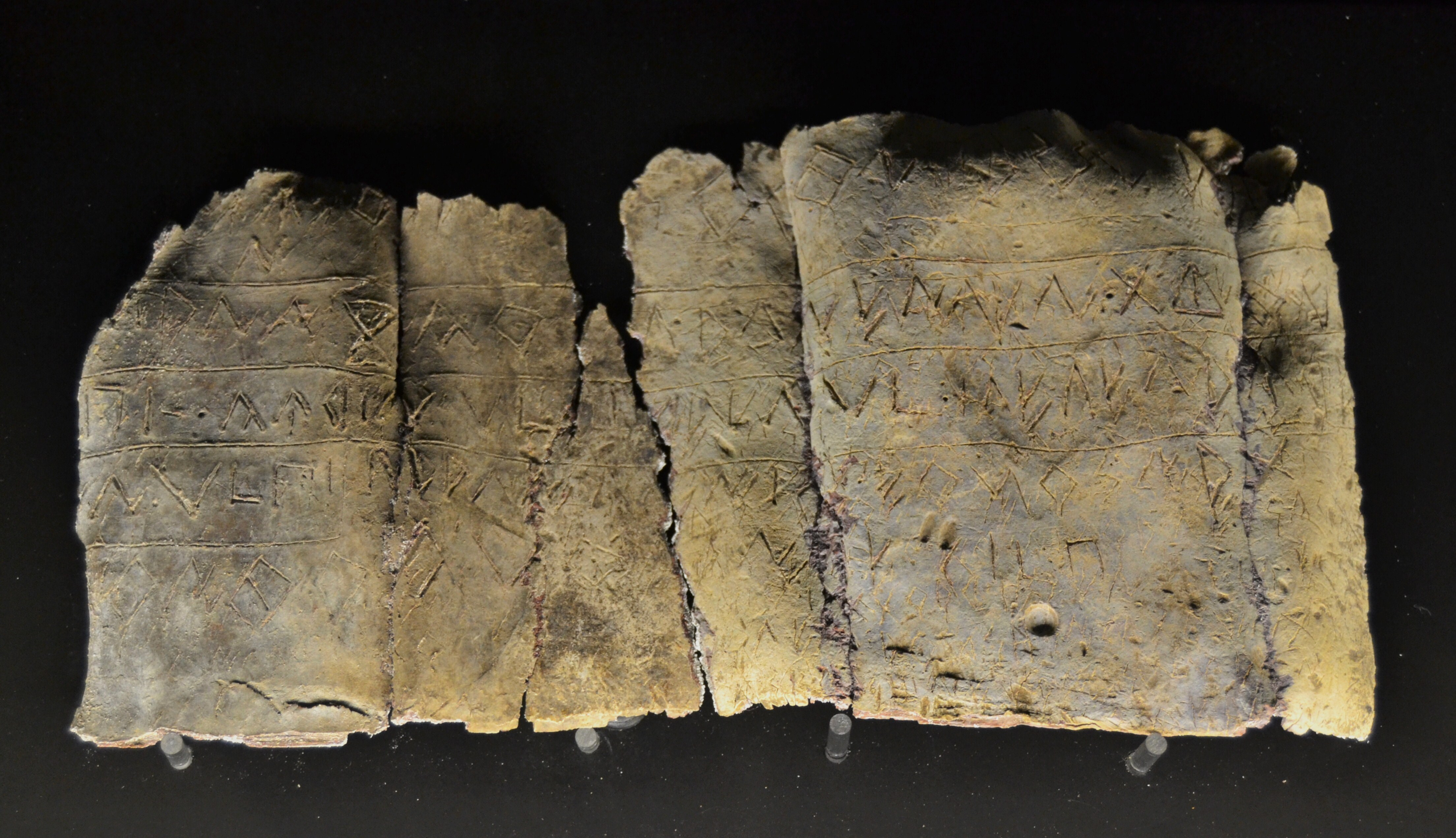
Lámina de plomo con escritura íbera, Museo de Prehistoria de Valencia, la colección tiene una réplica.

### El ámbito arqueológico
En el que  se muestran vestigios arqueológicos procedentes de yacimientos locales y que trata de mostrar la historia de la localidad a través del tiempo. Entre las obras de la colección destacan los plomos iberos y una botella de cuerpo cilíndrico de origen visigodo siendo ambas réplicas, estando las originales en el Museo de Prehistoria de Valencia ya que ambas piezas proceden del yacimiento de poblado Íbero Pico de los Ajos.Las planchas de plomo fueron estudiadas por Domingo Fletcher Valls, presentando textos escritos en alfabeto ibérico oriental reutilizados para la escritura, de forma que en la superficie de los plomos lo que podemos leer es lo que data de unos textos más modernos.

### El ámbito etnográfico
En el que se exponen objetos relacionados con las principales actividades económicas tradicionales del pueblo como la agricultura y ganadería, y los oficios, típicos de Yátova. También se completa con piezas relacionadas con la vida doméstica y social de la población. De esta manera, esta colección museográfica de Yátova intenta ser un reflejo de la vida rural, los oficios y trabajos asociados al bosque y al campo de esta población de la comarca de la Hoya de Buñol.

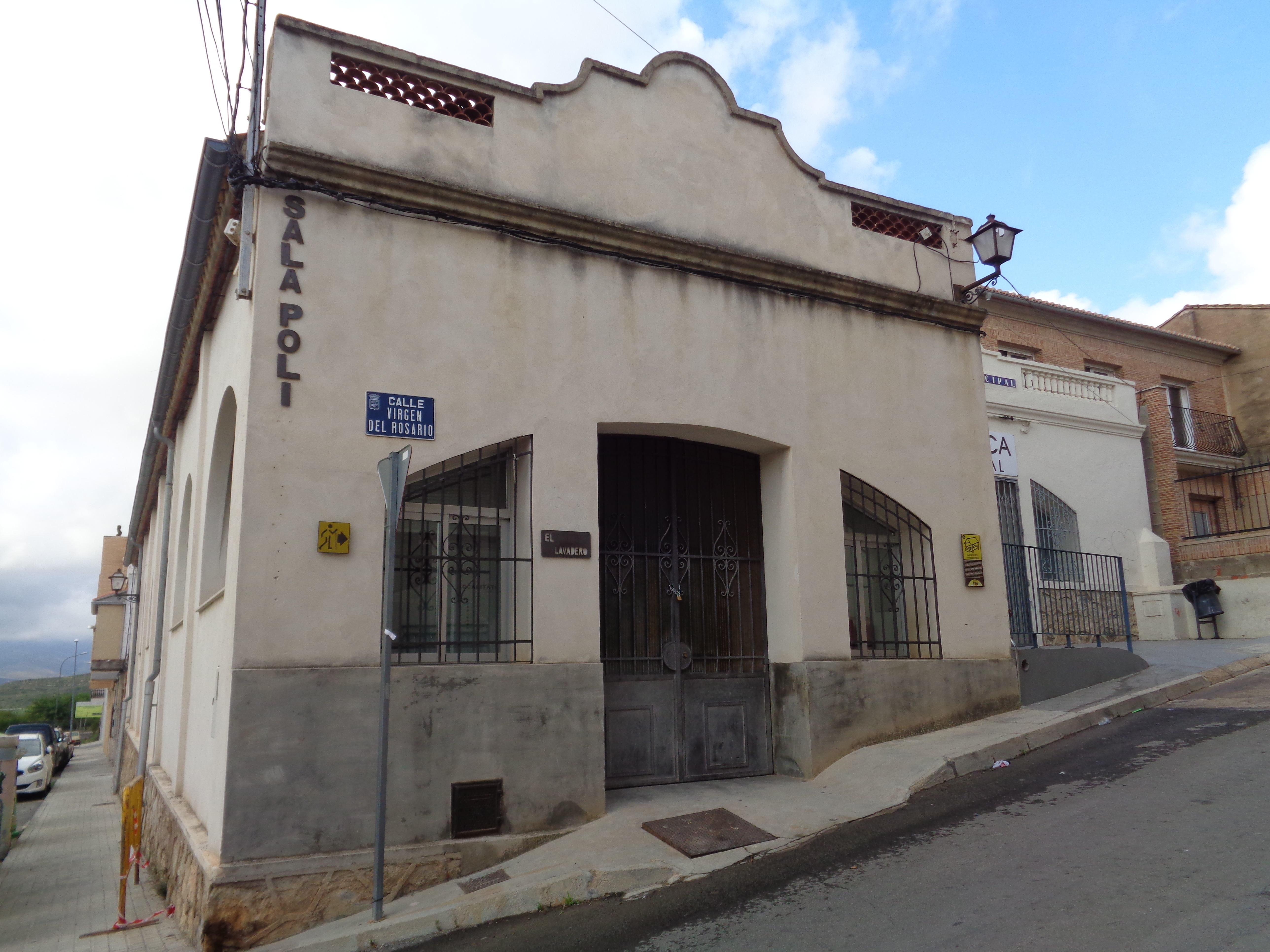
Antiguo lavadero de la población, declarado Bien de Interés Etnográfico y donde se ubica el museo.

Esta parte de la exposición permanente cuenta con fondos suministrados por donaciones de los vecinos y que han permitido representar como se vivía en un pueblo del interior a lo largo de los siglos XIX y XX.Así en la sección etnográfica de la colección se pueden ver útiles relacionados con el trabajo en el campo, como amarres para unir el animal de tiro al carreo o carreta, bocados para mantener el caballo quieto mientras se les ponían las herraduras en las pezuñas, mazos usados para aplastar el esparto y manoplas o zoquetas para proteger la mano cuando se trabajaba con la hoz en el campo.
También pueden contemplarse enseres de las casas antiguas tales como recipientes de barro para el transporte de líquidos, candiles de aceite porque no existía la electricidad, y cerámicas que almacenaban encurtidos y salazones, entre otros.
Además, la colección cuenta con una sección relacionada con los oficios que se desempeñaban antaño en la zona, como objetos relacionados principalmente con la transformación de la madera.